# ریگ‌آباد (نهضت‌آباد)
ریگ‌آباد یک روستا در ایران است که در بخش مرکزی شهرستان رودبار جنوب واقع شده‌است. ریگ‌آباد ۱۵ نفر جمعیت دارد.